# La Celle-Condé
La Celle-Condé è un comune francese di 209 abitanti situato nel dipartimento del Cher, nella regione del Centro-Valle della Loira.

## Società

### Evoluzione demografica
Abitanti censiti